# Campionati mondiali di pentathlon moderno 2004
I campionati mondiali di pentathlon moderno 2004 si sono svolti a Mosca, in Russia, dove si sono disputate le gare maschili e femminili, individuali ed a squadre.

## Risultati

### Maschili
| Evento              | Oro                                                        | Argento                                                       | Bronzo                                                  |
| Individuale         | Andrejus Zadneprovskis                                     | Lee Chun-Heon                                                 | Libor Capalini                                          |
| A squadre           | Russia Rustem Sabirchuzin Aleksej Lebedinec Andrej Moiseev | Rep. Ceca Michal Michalík Michal Sedlecký Libor Capalini      | Italia Stefano Pecci Andrea Valentini Enrico Dell'Amore |
| Staffetta a squadre | Russia Andrej Moiseev Aleksej Turkin Dmitrij Galkin        | Stati Uniti Scott Christie Chad Senior Vakht'ang Iagorashvili | Corea del Sud Han Do-ryeong Lee Chun-heon Kim In-ho     |

### Femminili
| Evento              | Oro                                                      | Argento                                                                | Bronzo                                                  |
| Individuale         | Zsuzsanna Vörös                                          | Kate Allenby                                                           | Taccjana Mazurkevič                                     |
| A squadre           | Regno Unito Kate Allenby Georgina Harland Joanna Clark   | Bielorussia Galina Bashlakova Anastasija Samusevič Taccjana Mazurkevič | Russia Olesja Veličko Tat'jana Muratova Marina Kolonina |
| Staffetta a squadre | Polonia Paulina Boenisz Marta Dziadura Magdalena Sędziak | Bielorussia Taccjana Mazurkevič Hanna Archipenka Anastasija Samusevič  | Francia Amélie Caze Axelle Guiguet Blandine Lachèze     |

## Medagliere
| Posizione | Paese         |   |   |   | Totale |
| --------- | ------------- | - | - | - | ------ |
| 1         | Russia        | 2 | 0 | 1 | 3      |
| 2         | Regno Unito   | 1 | 1 | 0 | 2      |
| 3         | Ungheria      | 1 | 0 | 0 | 1      |
| 3         | Lituania      | 1 | 0 | 0 | 1      |
| 3         | Polonia       | 1 | 0 | 0 | 1      |
| 6         | Bielorussia   | 0 | 2 | 1 | 3      |
| 7         | Rep. Ceca     | 0 | 1 | 1 | 2      |
| 7         | Corea del Sud | 0 | 1 | 1 | 2      |
| 9         | Stati Uniti   | 0 | 1 | 0 | 1      |
| 10        | Francia       | 0 | 0 | 1 | 1      |
| 10        | Italia        | 0 | 0 | 1 | 1      |
| Totale    | Totale        | 6 | 6 | 6 | 18     |